# Frederick Sherwood Dunn
Frederick Sherwood Dunn (* 1893 in New York City; † 1962) war ein US-amerikanischer Rechtswissenschaftler mit dem Schwerpunkt Völkerrecht. Er wird zu den Vordenkern des Realismus in den Internationalen Beziehungen gezählt.
Dunn studierte Rechtswissenschaften an der Princeton University und der New York University. Im Ersten Weltkrieg war er in Frankreich Oberstleutnant in einem Panzerkorps. In den 1920er-Jahren war er für das US-Außenministerium tätig. 1928 wurde er an der Johns Hopkins University promoviert. Von 1930 bis 1935 wirkte er als Exekutivsekretär der Walter Hines Page School of International Relations an der Johns Hopkins University und dort auch  Dozent für Völkerrecht. 1935 wurde er Professor für Internationale Beziehungen an der Yale University, dort war er außerdem von 1940 bis 1951 Direktor des Yale Institute of International Studies. 1951 wechselte er an die Princeton University, wo er bis Eintritt in den Ruhestand 1961 Albert G. Milbank Professor für Internationales Recht und Praxis sowie Direktor des neuen Zentrums für Internationale Studien war.
Dunn gehörte in den 1930er Jahren gemeinsam mit Frederick L. Schuman, Georg Schwarzenberger und Nicholas J. Spykman zur Gruppe von Wissenschaftlern, die eine Alternative zur bisherigen idealistischen Auffassung in den Internationalen Beziehungen formulierten. Der Idealismus gründet auf der Annahme, die Anarchie in den Internationalen Beziehungen sei durch Verhandlungen, Übereinkünfte und mit überstaatlichen Organisationen einzuhegen. Dunn und Kollegen meinten dagegen, dass souveräne Staaten in Ermangelung einer höheren Autorität gezwungen seien, nach Macht zu streben, um ihr eigenes Überleben und ihre Sicherheit zu gewährleisten.

## Schriften (Auswahl)
- Peace-making and the settlement with Japan. 2. Auflage, Greenwood Press, Westport (Conn.) 1981 (Erstauflage: Princeton University Press, Princeton 1963).
- War and the minds of men. 2. Auflage, Archon Books, Hamden (Conn.) 1971, ISBN 0-208-00945-0 (Erstauflage: Published for the Council on Foreign Relations by Harper, New York 1950).
- Peaceful change; a study of international procedures. Council on foreign relations, New York 1937.
- The diplomatic protection of Americans in Mexico. Columbia University Press, New York 1933.
- The protection of nationals. A study in the application of international law. The Johns Hopkins press, Baltimore 1932.
- The practice and procedure of international conferences. The Johns Hopkins press, Baltimore 1929 und Oxford University Press, London 1929.